# Naoko Sakata
Naoko Sakata (jap. 坂田 尚子, Sakata Naoko; * 1983 in der Präfektur Nara) ist eine japanische Jazzpianistin, die ihre Karriere in Schweden begonnen hat.

## Leben und Wirken
Sakata, deren Mutter Klavierlehrerin ist, begann mit drei Jahren auf dem Klavier zu spielen, war allerdings mehr an Improvisationen und Klängen interessiert als am Vom-Blatt-Spielen. Sie entdeckte den Jazz und orientierte sich zunehmend an der Musizierhaltung von Bobo Stenson, was es für sie schwierig machte, in Japan zu arbeiten. Weitere prägende Musiker waren Paul Bley und Tōru Takemitsu. 2008 zog sie nach Schweden, um an der Högskolan för scen och musik der Universität Göteborg zu studieren. 2009 gründete sie ihr eigenes Trio mit dem Bassisten Anton Blomgren und dem Schlagzeuger Johan Birgenius, mit dem sie 2010 ihr erstes Album vorstellte. Auch spielte sie mit der Helena Wahlström Band das Album Circle of Legacy (2011) ein. Im April 2013 stellte sich das Naoko Sakata Trio mit dem Bassisten Alfred Lorinius und weiterhin Johan Birgenius erstmals auf der jazzahead dem Publikum in Deutschland vor; im selben Jahr war es auch in Japan auf Tournee. 2015 traf Sakata auf dem Ystad Jazz Festival auf Nicole Johänntgen und andere Musikerinnen, um die Sisters in Jazz zu bilden. Weiterhin ist sie die Pianistin im Quartett von Malin Wättring, mit dem sie sich 2017 auch in Hamburg vorstellte.

## Preise und Auszeichnungen
2009 gewann sie den Preis Young Nordic Jazz Comets als bester Teilnehmer aus Schweden und wurde auch als Solistin ausgezeichnet. 2011 erhielt sie den Jazzkatten-Preis von Sveriges Radio. 2013 gehörte ihr Trio zu den Finalisten der European Jazz Competition.

## Diskographische Hinweise
- Flower Clouds (2013)
- Nicole Johänntgen, Ellen Pettersson, Ingrid Hagel, Ellen Andrea Wang, Izabella Effenberg, Naoko Sakata, Dorota Piotrowska Sisters in Jazz (2016)
- Naoko Sakata Trio: Dreaming Tree (2016 mit Alfred Lorinius, Johan Birgenius)
- Dancing Spirits (2021, solo)